# Bactrocera mutabilis
Bactrocera mutabilis is een vliegensoort uit de familie van de boorvliegen (Tephritidae). De wetenschappelijke naam van de soort werd voor het eerst geldig gepubliceerd in 1952 door May.